# Richard Sneekes
Richard Sneekes (Amsterdam, 30 oktober 1968) is een Nederlands voormalig voetballer. Sneekes was een middenvelder.

## Biografie
Richard Sneekes doorliep de jeugdopleiding van AFC Ajax als middenvelder. In de hoofdmacht van de Amsterdamse club debuteerde hij op zestienjarige leeftijd (1985/86, oktober 1985, Ajax-Haarlem 5-1), maar het bleef bij drie wedstrijden en het lukte hem niet om door te breken. Na een seizoen op huurbasis bij FC Volendam, als onderdeel van de overgang van Wim Jonk naar Ajax, verkaste hij voor twee ton naar Fortuna Sittard waar hij vier jaar lang in de basis speelde.
Na Fortuna Sittard maakte hij op huurbasis een seizoen mee als speler bij het Zwitserse FC Locarno. Hierna werd hij overgenomen door het Engelse Bolton Wanderers dat destijds speelde in de Football League Championship, het een na hoogste niveau. Hij was onderdeel van het team dat promotie afdwong naar de Premier League, maar nadat de Bolton Wanderers het daar lastig kregen verloor hij zijn plek. Hij werd verkocht aan West Bromwich Albion dat 400.000 pond voor hem betaalde. Hoewel coach Alan Buckley aankondigde dat het een tijd zou kunnen duren voordat Sneekes het verschil zou kunnen maken verwierf hij onmiddellijk een basisplaats. Onder de fans werd Sneekes een cultheld door onder meer zijn kapsel met lang blond haar. Hij zou zes seizoenen lang in de basis blijven staan bij Albion. In 2001 verhuisde hij uiteindelijk naar Stockport County, dat ook op het tweede niveau uitkwam. Na twee maanden bleek het niet te werken en kwam hij onder contract te staan bij Hull City dat lager speelde. Een groot succes werd het niet en Sneekes vertrok naar Herfølge BK. Hierna beëindigde hij zijn actieve loopbaan als voetballer op 34-jarige leeftijd in 2003.
Enkele jaren later wist Hinckley United-coach Dean Thomas hem te overreden om een comeback te maken. Hij debuteerde in september 2007 in een duel voor de FA cup. De competitiestart van Hinckley United was desastreus en na drie wedstrijden hield hij er weer mee op. In 2010 maakte hij wederom een korte rentree, ditmaal bij Dudley Town FC.
Sneekes werd gymleraar en trainde in de jeugd van Tamworth FC (2010/11). In 2011 was hij veldtrainer bij het eerste team van Hereford United FC en tussen 2014 en mei 2016 was hij trainer van Rushall Olympic FC. Van november 2016 tot januari 2018 was hij trainer van Sutton Coldfield Town FC. Daarnaast ging hij vanaf september 2017 ook Aston University Men’s Football Club trainen. In januari 2018 werd hij trainer van Halesowen Town. Daar stapte hij eind oktober 2018 op.

## Persoonlijk
Sneekes is de stiefvader van Melissa Sneekes, miss Nederland en vertegenwoordigster van Nederland op miss World in China 2007. Zijn ex-vrouw Shirley Mescher (artiestennaam Shirley-Jane Mercier), die hij in zijn periode in Sittard ontmoette, was (naakt)model en zangeres en ze hebben samen nog vier kinderen. Ze zijn gescheiden maar wonen nog wel bij elkaar in Birmingham. Zij stond centraal in een aflevering van het televisieprogramma Het mooiste meisje van de klas die in februari 2016 uitgezonden werd.